# 潘雨桐
潘雨桐（1937年8月23日—），马来西亚华人作家。

## 生平
原名潘貴昌，祖籍廣東梅縣，生於森美蘭文丁鎮（Mantin）。中學以筆名凌紫投稿，散見《星洲日報》。1957年畢業於新加坡中正中學，1962年畢業於臺灣國立中興大學農學院，美國奧克拉荷馬州立大學（Oklahoma State University）遺傳育種學博士。美國SIGMA XI，The Scientific Research Society會員。曾任1972年至1974年國立中興大學園藝系暨研究所副敎授。1975年返馬居小笨珍縣。已退休。

## 作品
- 《因風飛過蔷薇》，臺北：聯合文學，1987年。
- 《昨夜星晨》，臺北：聯合文學，1989年。
- 《靜水大雪》，新山：彩虹，1996年。
- 《野店》，新山：彩虹，1998年。
- 《河岸傳說》，臺北：麥田，2002年。

## 得獎
- 1980年，〈癌〉曾獲《光華日報》小說創作比賽首獎。
- 1981年〈鄉關〉獲臺灣第六屆《聯合報》短篇小說獎，白先勇稱讚他「筆觸細膩，溫婉而具同情心」。
- 1982年〈煙鎖重樓〉獲第七屆《聯合報》中篇小說獎，高陽稱「意識流的技巧運用得相當成熟」。
- 1984年〈何日君再來〉摘下第九屆《聯合報》文學獎短篇小說第三名。
- 1993年以〈那個從西雙版納來的女人叫蒂奴〉〈逆旅風情〉〈雨窖情事〉膺選第二屆花踪文學獎小說推薦獎。
- 1995年以〈柳條長〉蟬聯花踪文學獎小說推薦獎。

## 研究現狀
- 黃錦樹〈新／後移民：漂泊經驗、族群關係與閨閣美感——論潘雨桐的小說〉，《中外文學》第24卷第 1期，1995年6月。收入氏著《馬華文學與中國性》，臺北：麥田，2012年。
- 陳鵬翔〈寫實兼寫意——新馬留臺作家初論〉，《文訊》38期，1998年10月。
- 陳大為〈寂靜的浮雕：論潘雨桐的自然寫作〉，《華文文學》2002年01期。收入《馬華文學批評大系：陳大為》，桃園：元智大學中國語文學系，2019年2月。
- 陳韋賰《書寫雨林：潘雨桐小說的南洋圖像》，新加坡國立大學中文系博士學位，2010年。[1]